# Atton
Atton este o comună franceză situată în departamentul Meurthe-et-Moselle, în regiunea Grand Est.

## Geografie
Comuna este situată în apropierea mai multor căi de comunicație: rutieră (drumurile departamentale D 120 și D 40), autostradală (autostrada A31, ieșirea 27), aeriană, feroviară (TGV-ul trece în apropiere) și fluvială. Aproape de Nancy și Metz (30 km), la poalele colinelor Mousson și Sainte-Geneviève, comuna se află la 3 km de orașul Pont-à-Mousson, al cărui district conține comuna.

### Comune limitrofe
| Mousson                   | Lesménils | Morville-sur-Seille |
| Pont-à-Mousson            |           | Port-sur-Seille     |
| Blénod-lès-Pont-à-Mousson | Loisy     | Sainte-Geneviève    |

### Hidrografie
Comuna se află în bazinul hidrografic al Rinului, în cadrul bazinului Rin-Meuse. Este drenată de Moselă, pârâul Hare Vigne, pârâul Ste-Geneviève, pârâul Roquillon, pârâul la Morte și pârâul Ravin du Rupt.
Mosela, cu o lungime totală de 560 de kilometri, dintre care 314 kilometri în Franța, își are izvorul în masivul Vosgi, la Col de Bussang, și se varsă în Rin la Koblenz, în Germania.

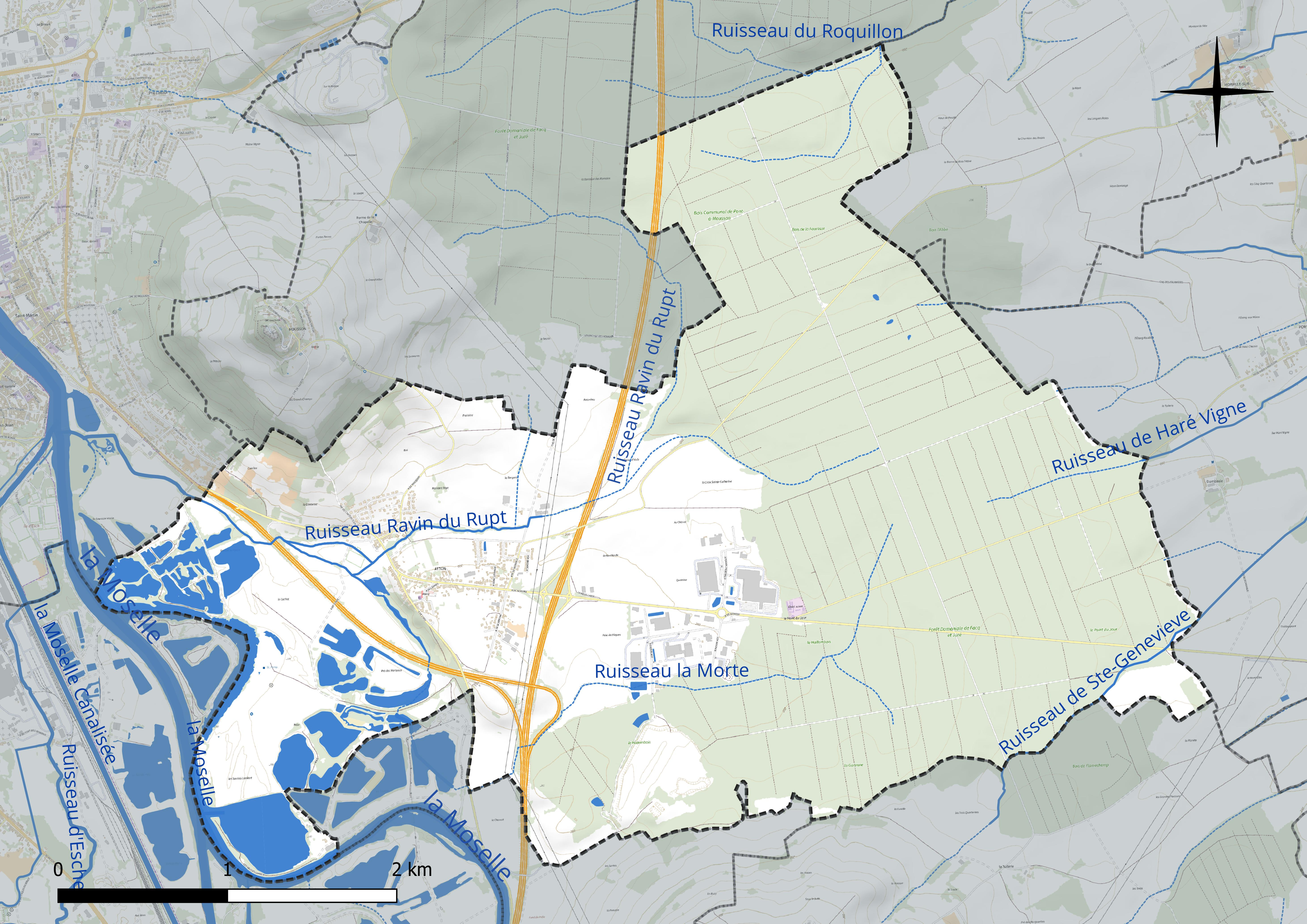
Atton - rețeaua hidrografică.

### Climă
În 2010, clima comunei era de tip montan, conform unui studiu al CNRS, bazat pe o serie de date aferente perioadei 1971-2000. În 2020, Météo-France a publicat o tipologie a climatului din Franța metropolitană, în care comuna este clasificată cu un climat semi-continental și se află în regiunea climatică Lorena, platoul Langres, Morvan, caracterizată printr-o iarnă aspră (1,5 °C), vânturi moderate și ceață frecventă în toamnă și iarnă.
Pentru perioada 1971-2000, temperatura medie anuală este de 9,8 °C, cu o amplitudine termică anuală de 16,8 °C. Cantitatea medie anuală de precipitații este de 747 mm, cu 11,8 zile de precipitații în ianuarie și 8,9 zile în iulie. Pentru perioada 1991-2020, temperatura medie anuală observată la stația meteorologică cea mai apropiată, situată în comuna Nonsard-Lamarche la 25 km distanță în linie dreaptă, este de 10,7 °C, iar cantitatea medie anuală de precipitații este de 690,8 mm.
Pentru viitor, parametrii climatici estimati pentru comună, pentru anul 2050, conform diferitelor scenarii de emisii de gaze cu efect de seră, pot fi consultati pe un site dedicat publicat de Météo-France în noiembrie 2022.

## Urbanism

### Tipologie
La 1 ianuarie 2024, Atton este clasificată ca târg rural, conform noii grile comunale de densitate cu șapte niveluri definită de INSEE (Institutul Național de Statistică și Studii Economice) în 2022. Se află în afara unei unități urbane. De asemenea, comuna face parte din zona metropolitană a orașului Nancy, fiind o comună din coroana acesteia. Această zonă, care cuprinde 353 de comune, este clasificată în categoria zonelor cu o populație cuprinsă între 200.000 și mai puțin de 700.000 de locuitori.

### Utilizarea terenului
Ocuparea solului comunei, așa cum reiese din baza de date europeană de ocupare biofizică a solului Corine Land Cover (CLC), este marcată de importanța pădurilor și a mediilor semi-naturale (55,4% în 2018), o proporție sensibil echivalentă cu cea din 1990 (55,9%). Repartiția detaliată în 2018 este următoarea: păduri (41,4%), terenuri arabile (21%), medii cu vegetație arbustivă și/sau ierboasă (14%), ape continentale (8,2%), pajiști (5,9%), zone industriale sau comerciale și rețele de comunicații (3,4%), zone urbanizate (2,6%), mine, depozite de deșeuri și șantiere (1,9%), zone agricole eterogene (1,5%). Evoluția ocupării terenurilor în comună și a infrastructurilor sale poate fi observată pe diferitele reprezentări cartografice ale teritoriului: harta Cassini (secolul XVIII), harta de stat-major (1820-1866) și hărțile sau fotografiile aeriene ale IGN pentru perioada actuală (1950 până în prezent).

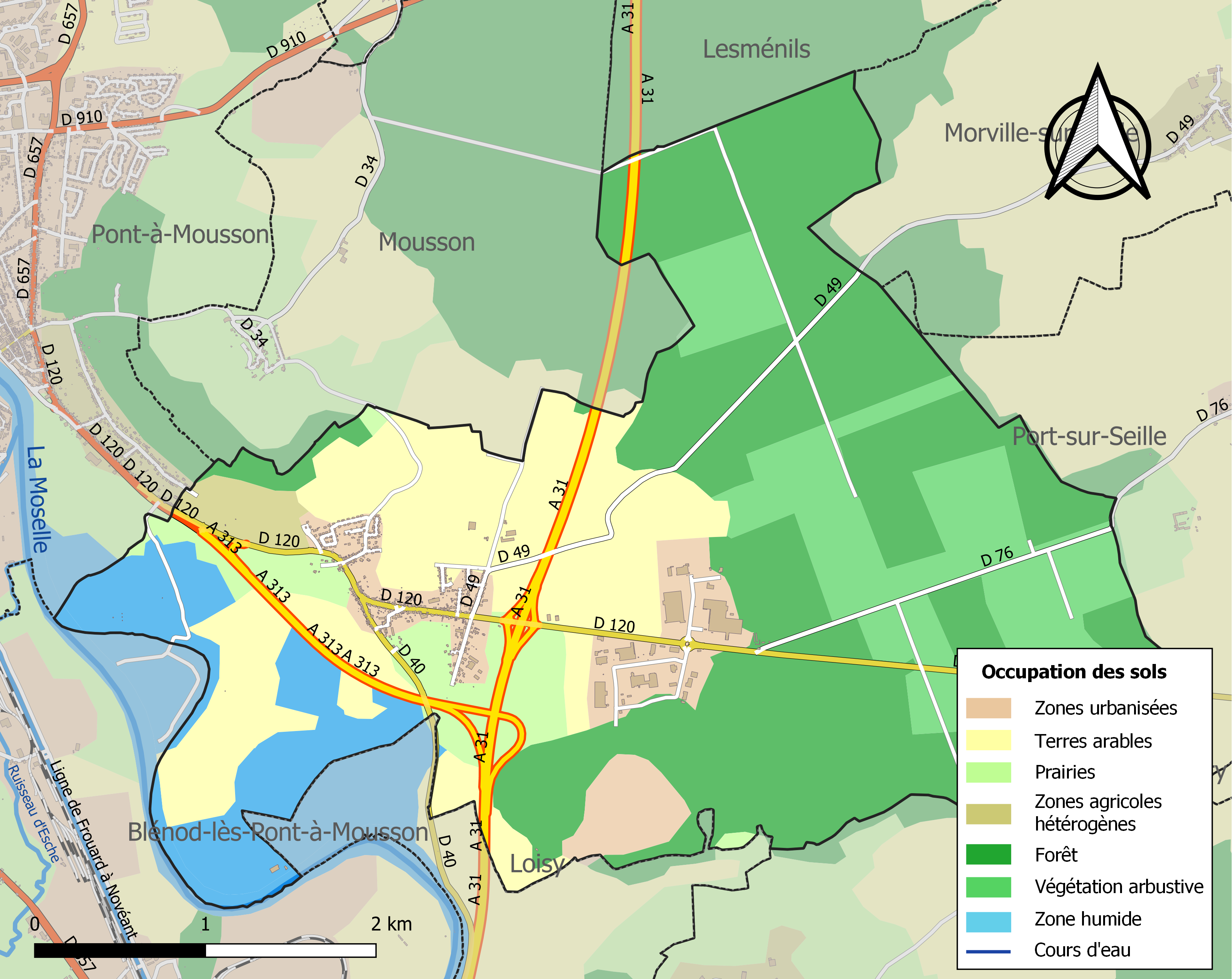
Harta infrastructurii și utilizării terenului a comunei în 2018 (CLC).

## Toponimie
Numele localității este atestat sub formele: Stadonis (836); Villa Stodonis (932); Estons (1261); Atons (1270); Atons (1301); Athons (1306); Esthons (1324); Atos ultra Pontem (1359); Acton (1480); Atton sau Hatton (1719); Etton-devant-le-Pont (1724); Atton (1793).
Provine din attegia (cabană, adesea acoperită cu stuf) sau din numele etnic roman Staton, devenit nume de persoană.

## Istorie
Prezență galo-romană: locul numit Atrée (sau Cimitirul) Germanilor ar fi locul de înmormântare al germanilor uciși în 366 de armatele lui Iovin.
În timpul războiului din 1870, orașul este ocupat de prusaci.
Distrugeri în timpul războiului din 1914-1918 și în 1944 (85%).

## Populația și societatea

### Date demografice
Evoluția numărului de locuitori este cunoscută prin recensămintele populației efectuate în comună începând din 1793. Pentru comunele cu mai puțin de 10 000 de locuitori, un recensământ al întregii populații este realizat la fiecare cinci ani, populațiile legale pentru anii intermediari fiind estimate prin interpolare sau extrapolare.
În 2022, comuna număra 899 locuitori, în creștere cu +10,58 % față de 2016 (Meurthe-et-Moselle: -0,13 %, Franța fără Mayotte: +2,11 %).
| An        | 1793 | 1806 | 1841 | 1861 | 1876 | 1886 | 1901 | 1921 | 1936 | 1962 | 1982 | 2006 | 2014 | 2022 |
| --------- | ---- | ---- | ---- | ---- | ---- | ---- | ---- | ---- | ---- | ---- | ---- | ---- | ---- | ---- |
| Populație | 234  | 331  | 475  | 498  | 512  | 484  | 431  | 312  | 317  | 477  | 522  | 770  | 799  | 899  |

## Cultură locală și patrimoniu

### Locuri și monumente
- Vestigii ale drumului antic numit "Le Ferré Romain", care lega Lyon de Trier.
- Câteva tumuli în pădurea Facq.
- Biserica Saint-Germain, secolul al XVIII-lea: turn reconstruit după 1918.